# جودیت ریچ هریس
جودیت ریچ هریس (انگلیسی: Judith Rich Harris; ۱۰ فوریهٔ ۱۹۳۸ – ۲۹ دسامبر ۲۰۱۸) دانشمند و محقق آمریکایی روان‌شناسی و نویسنده کتاب فرض پرورش بود، کتابی در انتقاد از این باور که والدین مهم‌ترین عامل در رشد کودک هستند و شواهدی را ارائه می‌دهد که با این باور در تضاد است.